# El Harrach (distrito)
El Harrach é um distrito localizado na província de Argel, no norte da Argélia.[carece de fontes?]

## Municípios
O distrito está dividido em quatro municípios:
- El Harrach
- Oued Smar
- Bourouba
- Bachdjerrah